# Tabăra Națională Radicală
Tabăra Națională Radicală (în poloneză Obóz Narodowo-Radykalny, ONR) se referă la cel puțin trei organizații de extremă-dreapta din Polonia a căror doctrine își au originea în fascismul interbelic.
Organizația curentă - reconstituită în 1993 - este o mișcare de extremă-dreapta care continuă tradiția partidelor istorice predecesoare. A fost deseori caracterizată drept fascistă și uneori neonazistă. Începând din 2012, aceasta este înregistrată ca organizație de voluntariat.
ONR se consideră un urmaș ideologi al Taberei Naționale Radicale din anii 1930, o mișcare politică fascistă și antisemită care a existat în perioada celei de-a Doua Republici Poloneze, un partid politic anticomunist și naționalist ilegal înființat pe 14 aprilie 1934 de către tineri cu aspirații ideologice radicale care au părăsit Partidul Național al mișcării Democrația Națională.
Tabăra Națională Radicală Falanga (în poloneză Ruch Narodowo Radykalny-Falanga) a fost o grupare politică minoră din anii 1930; Tabăra Națională Radicală ABC (în poloneză Obóz Narodowo-Radykalny ABC) a fost o altă grupare minoră. „Falanga” este termenul polonez pentru „falangă”, iar „ABC” se referă la ziarul tipărit de către organizație la momentul respectiv.

## Formare (1934)
Partidul a fost influențat de către ideile fascismului italian, respingând democrația parlamentară și militând pentru construcția unui „stat național” fundamentat pe principiile ierarhiei, condus de un lider unic și eliminarea minorităților naționale din viața publică.
Dominat de tineri, Tabăra Națională Radicală a reprezentat o grup „mai radical, mai nazificat” care s-a despărțit de Partidul Național Democratic, o mișcare ultranaționalistă care a luat naștere în anii 1920. Apariția ONR făcea parte dintr-o mișcare mai amplă a dreptei poloneze care aspira spre radicalizare și fascism. Antisemită și eliminaționistă, membrii grupului au fost responsabili pentru creșterea violențelor antisemitce după 1935.
Partidul a fost creat la institențele foștilor membri ai Taberei Poloniei Mari (în poloneză Obóz Wielkiej Polski, OWP), cu precădere Jan Mosdorf, Tadeusz Gluziński și Henryk Rossman. Aceasta susținea „solidaritatea de clasă”, naționalizarea companiilor străine și evreiești, respectiv introducerea legilor antisemite.
ONR a fost populară în mare parte printre studenți și alte grupuri de tineret din mediul urban. Aceasta încuraja în mod public pogromurile antievreiești și a devenit principalul actor în organizarea acestor atacuri. Organiza echipe de luptă, ataca evrei și politicieni de stânga, distrugea proprietăți evreiești și provoca conflicte cu poliția. Din cauza implicării în boicotarea magazinelor evreiești, precum și în numeroase atacuri împotriva protestelor muncitorești, Tabăra Națională Radicală a fost interzisă după trei luni de activitate, în iulie 1934. Câțiva lideri au fost închiși în închisoarea Bereza Kartuska unde organizația s-a divizat în două facțiuni separate: ONR-Falanga (în română Ruch Narodowo-Radykalny) condusă de Bolesław Piasecki și ONR-ABC (în română Obóz Narodowo-Radykalny) condusă de Henryk Rossman. Ambele organizații au fost oficial scoase în afara legii.

### Al Doilea Război Mondial
În tipul celui de-al Doilea Război Mondial, ambele organizații au înființat organizații de rezistență: ONR-ABC a fost transformată în Grupul Szaniec, iar ONR-Falanga a creat Konfederacja Narodu (în română Confederația Națiunii). Acestea nu erau susținătoare ale Statului Secret Polonez. În perioada ocupației naziste a Poloniei, numeroși foști activiști ai ONR s-au alăturat grupurilor de rezistență. După al Doilea Război Mondial, exilarea forțată a membrilor ONR a devenit permanentă prin crearea noii Republici Populare Polone care îi descria drept inamici ai statului.

## Falanga

### Formare și ideologie
RNR-Falanga a fost creată în primăvara anului 1935 de către membrii Taberei Naționale Radicale închiși la penitenciarul Bereza Kartuska. Adoptând numele de Oboz Narodowo-Radykalny (Tabăra Națională Radicală), aceasta a devenit repede cunoscută sub denumirea de Falanga după titlul propriului jurnal (grupul rival va folosi aceeași tehnică, numindu-și gruparea Tabăra Națională Radicală-ABC).
Falanga a fost condusă de Bolesław Piasecki și milita pentru un „totalitarism catolic” influențat de falangismul spaniol. Totuși, deși derivat din falangism, s-a susținut că religia catolică a fost un element mai important pentru aceștia decât pentru organizația spaniolă. De asemenea, Dumnezeu era considerat „cea mai înaltă formă a umanului”. Grupul a fost caracterizat drept o mișcare fascistă. Criticând capitalismul și militând pentru retragerea cetățeniei evreilor, acesta se prezenta drept avangarda celor care se împotriveau comandantului Józef Piłsudski.

### Dezvoltare
Fiind localizată în campusurile universitare, Falanga, deși avea puțini membri, a încercat să organizeze atacuri îndreptate împotriva studenților și intreprinderilor evreiești.
La scurt timp, aceasta a intrat în atenția guvernului polonez. Spre deosebire de alte mișcări similare din Europa care susțineau manifestații publice, ONR-Falanga a organizat numai două: în 1934 și 1937, ambele fiind repede anulate de către poliție.
Pentru o perioadă, mișcarea a fost asociată cu Tabăra Unității Naționale (în poloneză Obóz Zjednoczenia Narodowego, OZN) pe motiv că colonelul Adam Koc, impresionat de organizația Falanga, i-a acordat lui Piasecki funcția de conducere a grupului de tineret al OZN. Koc susținea crearea unui stat condus de un partid unic și spera să utilizeze mișcarea de tineret pentru a aplica această idee. Acest plan a iritat numeroși membri moderați pro-guvernământ, iar Koc a fost înlocuit în 1938 din funcția de lider al OZN cu generalul Stanisław Skwarczyński care a suspendat orice legătură cu RNR-Falanga.

### Dizolvare
RNR-Falanga s-a opus ocupației naziste a Poloniei după invazia din 1939 și a fost subsumată repede de Konfederacja Narodu, un grup polonez de rezistență.
Totuși, ca urmare a înființării guvernului comunist polonez în 1945, lui Piasecki i s-a permis să conducă Asocierea PAX (în poloneză Stowarzyszenie PAX), o organizație așa-zis catolică care era de fapt un grup al NKVD prin intermediul căruia se promova noul regim catolicilor polonezi în încercarea de a-i îndepărta de Vatican.

## ABC
ONR-ABC a fost cel de-al doilea grup, pe lângă Falanga, înființat de Henryk Rossman.

## Versiunea modernă

### Ideologie
Versiunea modernă a Taberei Naționale Radicale este fascistă. Comitetul pentru Eliminarea Discriminarii Rasiale descrie organizația drept un grup fascist care promovează ura rasială și națională, și i-a cerut Poloniei să o interzică printr-o lege constituțională.
Drapelul organizației a fost inclusă într-un manual al poliției și descris drept un simbol rasist. Ministrul de Interne a retras manualul după o plângere depusă de politicianul Adam Andruszkiewicz.
În 2015, o manifestație a ONR s-a încheiat cu incendierea unei efigii a unui evreu ultraortodox. Au fost inițiate o serie de cercetări pentru încălcarea legilor care pedepsesc insultele la adresa religiei, etniei, rasei sau naționalității. În 2019, borul procurorul districtului Lublin-Południe a deschis dosare împotriva ONR pentru promovarea publică a unui regim totalitar după ce au postat un mesaj pe Tweeter în care îl celebrau pe belgianul fascist Léon Degrelle.

### Manifestații
ONR a atras atenția mass-mediei în 2005, 2007, 2008 și 2009 pentru organizarea unor marșuri neautorizate cu ocazia aniversării revoltelor antievreiești din Myślenice din 1936. În 2005, grupul avea câteva sute de membri. Membrii ONR au folosit saltul roman în cadrul unei manifestații din Myślenice în 2008 înainte de dizolvare. Când a fost întrebat despre jurnaliștii aflați în zonă, liderul ONR a declarat că acest salut este diferit de cel nazist.

### Marșul de Ziua Independenței
Asociația este cunoscută și pentru organizarea marșurilor de Ziua Independenței Poloniei. Unul dintre acestea (cel din Varșovia) a devenit în 2012 unul dintre cele mai mari evenimente ale zilei. Începând din 2012 a fost organizat de către o asociație înființată și condusă de către ONR.
Pe 11 noiembrie 2017, 60.000 de persoane au participat la celebrarea independenței Poloniei alături de organizația Tineretul Polonez. Membri din grupul „Blocul Negru”, format din asociațiile „Niklot” și „Szturmowcy”, au purtat bannere cu mesajele „Europa Albă”, „Europa va fi Albă” și „Sânge Curat, Minte Curată - sXe”. Alte grupări au scandat slogane precum „Moarte inamicilor patriei” și „Polonia Catolică, nu Seculară”. Printre invitații străini se aflau fascistul italian Roberto Fiore, neonazistul slovac Milan Mazurek și câțiva membri ai partidului maghiar Jobbik. Supremațistul american Richard Spencer plănuia să susțină un discurs în cadrul marșului, însă i s-a interzis pe motiv că convingerile lui Spencer intrau „în conflict cu ordinea juridică din Polonia”. Marșul a fost menționat într-o rezoluție a Paralamentului European care cerea statelor membre să acționeze împotriva extremismului de dreapta.
Pentru marșul din 2018, partidul neonazist Foza Nueva a fost invitat.